# Dubrave Gornje
Dubrave Gornje su naseljeno mjesto u sastavu općine Živinice, Federacija Bosne i Hercegovine, BiH.

## Povijest
Nastale su u socijalističkoj Jugoslaviji spajanjem mjesta Gornjih Dubrava i Hrvatskih Dubrava. 
Poznate su po tome, što se iz vojarne "Dubrave" vršila sva tehnička i logistička podrška komande JNA prema vojsci koja je bila na ratištima širom Republike Hrvatske. Nakon početka agresije na BiH, JNA se povukla iz Kasarne, te je "digla u vazduh". 
-Također su poznate po tome, što se u Kasarni "Dubrave", nakon okončanja agresije nalazio drugi po snazi bataljon UN-ovih mirovnih snaga u Bosni i Hercegovini.
- Danas se u toj vojarni nalazi 5. pješadijska briga OS BiH, te oklopni bataljon, kao i izviđačko-diverzantska četa.

## Specifičnosti
Dubrave Gornje su jedna od najvećih mjesnih zajednica na području Živinica ali i Bosne i Hercegovine, kako po broju stanovnika, tako i po površini. 
Sjedište i kompletna pista zračne luke Tuzla nalazi se u Gornjim Dubravama.
PK Dubrave, najvažniji faktor pri očuvanju tuzlanske Termoelektrane, nalazi se većinskim dijelom na području Gornjih Dubrava.
Vojarna "Dubrave" (zračna luka Dubrave) je značajni čimbenik faktor u Oružanim snagama Bosne i Hercegovine.

## Promet
Zračna luka Tuzla, civilna zračna luka.

## Gospodarstvo
U neposrednoj blizini zračne luke je pogon za zbrinjavanje otpada. Tvrtka vlasnik otkupila je parcelu od JP Međunarodni aerodrom Tuzla. Ne zna se točno što se sve spaljuje ondje, što je sve razlog špekulacijama, jer pristup objektu je strogo ograničen, a u Dubravama Gornjih naglo je porastao broj oboljelih od raka. Sumnja se da se još od 2012. godine spaljuje medicinski i kemijski otpad. Mještane ni poduzetnici ni vlasti nisu pitali suglasnost za gradnju tog pogona.  Od 2015l. zabilježen je veliki broj umrlih od raka, a raste i broj novooboljelih.

## Poznate ličnosti
- Beriz Belkić, predsjedavajući PS BiH, predsjedavajući Predjsjedništva BiH i član SBiH, podrijetlom je iz Gornjih Dubrava
- Nesib Malkić, heroj rata, zapovjednik 210. viteške oslobodilačke brigade "Nesib Malkić", rođen je i živio u Gornjim Dubravama sve do svoje pogibije 1993. godine.

## Stanovništvo
| Dubrave Gornje     |                |                |                |
| godina popisa      | 1991.          | 1981.          | 1971.          |
| Muslimani          | 3.514 (94,71%) | 3.497 (96,76%) | 3.147 (98,74%) |
| Srbi               | 3 (0,08%)      | 8 (0,22%)      | 10 (0,31%)     |
| Hrvati             | 0              | 4 (0,11%)      | 8 (0,25%)      |
| Jugoslaveni        | 22 (0,59%)     | 93 (2,57%)     | 2 (0,06%)      |
| ostali i nepoznato | 171 (4,60%)    | 12 (0,33%)     | 20 (0,62%)     |
| ukupno             | 3.710          | 3.614          | 3.187          |